# Jewell (Oregon)
Jewell az Amerikai Egyesült Államok északnyugati részén, Oregon állam Clatsop megyéjében, az Oregon Route 103 és 202 csomópontjában elhelyezkedő önkormányzat nélküli település.

## Története
Névadója Marshall Jewell, a szövetségi posta vezérigazgatója. A jewelli postahivatal 1874 és 1967 között működött.

## Földrajz
A település a Clatsop megyei Állami Erdő és a Roosevelt-vapitiról ismert Jewell réti természetvédelmi terület közelében fekszik. Egykor itt volt a világ legmagasabb, 31 méteres oregoni juharfája, de 2011-ben egy vihar kidöntötte.

## Oktatás
A település általános- és középiskolája a Jewell School. 1969-ben huszonnégy középiskolás diákja volt, ez a Ukiah városban fekvő intézménnyel együtt az állam legalacsonyabb létszáma volt. 2008-ban a tanulók 63%-a szerzett érettségit.

## Fordítás
- Ez a szócikk részben vagy egészben  a   Jewell, Oregon című angol Wikipédia-szócikk ezen változatának fordításán alapul.  Az eredeti cikk szerkesztőit annak laptörténete sorolja fel. Ez a jelzés csupán a megfogalmazás eredetét és a szerzői jogokat jelzi, nem szolgál a cikkben szereplő információk forrásmegjelöléseként.